# Nancy Oliver
Nancy Oliver (Framingham, 8 febbraio 1955) è una sceneggiatrice e commediografa statunitense, nota per il suo lavoro nelle serie televisive Six Feet Under e True Blood. Oliver è stata candidata al Premio Oscar nel 2008 per la migliore sceneggiatura originale di Lars e una ragazza tutta sua.

## Biografia
Nata nel Massachusetts, ha iniziato a scrivere in età precoce. Ha effettuato gli studi presso l'Università del Massachusetts, in quel periodo è stata coinvolta in varie esperienze teatrali universitarie. Nel 1976 incontra il regista e sceneggiatore Alan Ball, assieme fondano la General Nonsense Theater Company, un collettivo satirico per i quali i due scrivono sovversivi sketch comici. Come commediografa ha scritto le opere Office, Dreams Are Funny, Calypso e VW. Dopo aver lavorato come insegnante, editorialista e redattrice di un giornale, ottiene la laurea in recitazione e regia alla Florida State University.
Dopo la laurea, nel 1997 si trasferisce a Los Angeles dove collabora nuovamente con Alan Ball. Nel giro di qualche anno Ball le offrì un posto come sceneggiatrice e co-produttrice delle pluripremiata serie televisiva Six Feet Under. La Oliver ha iniziato a scrivere a partire dalla terza stagione della serie.
Nel frattempo inizia a lavorare alla sua prima sceneggiatura, l'idea nasce nel 2002 e viene sviluppata negli anni successivi, grazie a ricerche e contributi via internet. La storia è una fiaba contemporanea di un problematico e solitario ventisettenne e della sua "storia d'amore" con una real doll. La sceneggiatura diventa un film nel 2007 intitolato Lars e una ragazza tutta sua, diretto da Craig Gillespie ed interpretato da Ryan Gosling.
Il film viene presentato con successo al Toronto International Film Festival, riscuotendo consensi favorevoli, successivamente la sua sceneggiatura è stata nominata per numerosi riconoscimenti, tra cui una candidatura all'Oscar per la miglior sceneggiatura originale. La sceneggiatura ha vinto un Humanitas Prize nel 2008 e un National Board of Review Awards, quest'ultimo ex aequo con Diablo Cody e il suo Juno.
Nel 2008 lavora nuovamente per Alan Ball per scrivere e dirigere alcuni episodi della serie televisiva vampiresca della HBO True Blood. La Oliver dirige l'undicesimo episodio della prima stagione Il cerchio si stringe. Tra i vari episodi di True Blood da lei sceneggiati, l'episodio Sacrifici ottiene  una candidatura ai Writers Guild of America Awards come miglior episodio drammatico.